# Arico
Arico – gmina w Hiszpanii, w prowincji Santa Cruz de Tenerife, we wspólnocie autonomicznej Wysp Kanaryjskich, o powierzchni 178,76 km². W 2011 roku gmina liczyła 8090 mieszkańców.